# Byam Martin Island
Byam Martin Island är en ö i Kanada.   Den ligger i territoriet Nunavut, i den norra delen av landet. Arean är 1 150 kvadratkilometer.
Terrängen på Byam Martin Island är platt. Öns högsta punkt är 152 meter över havet. Den sträcker sig 46,9 kilometer i nord-sydlig riktning, och 37,5 kilometer i öst-västlig riktning.